# Rebutia muscula

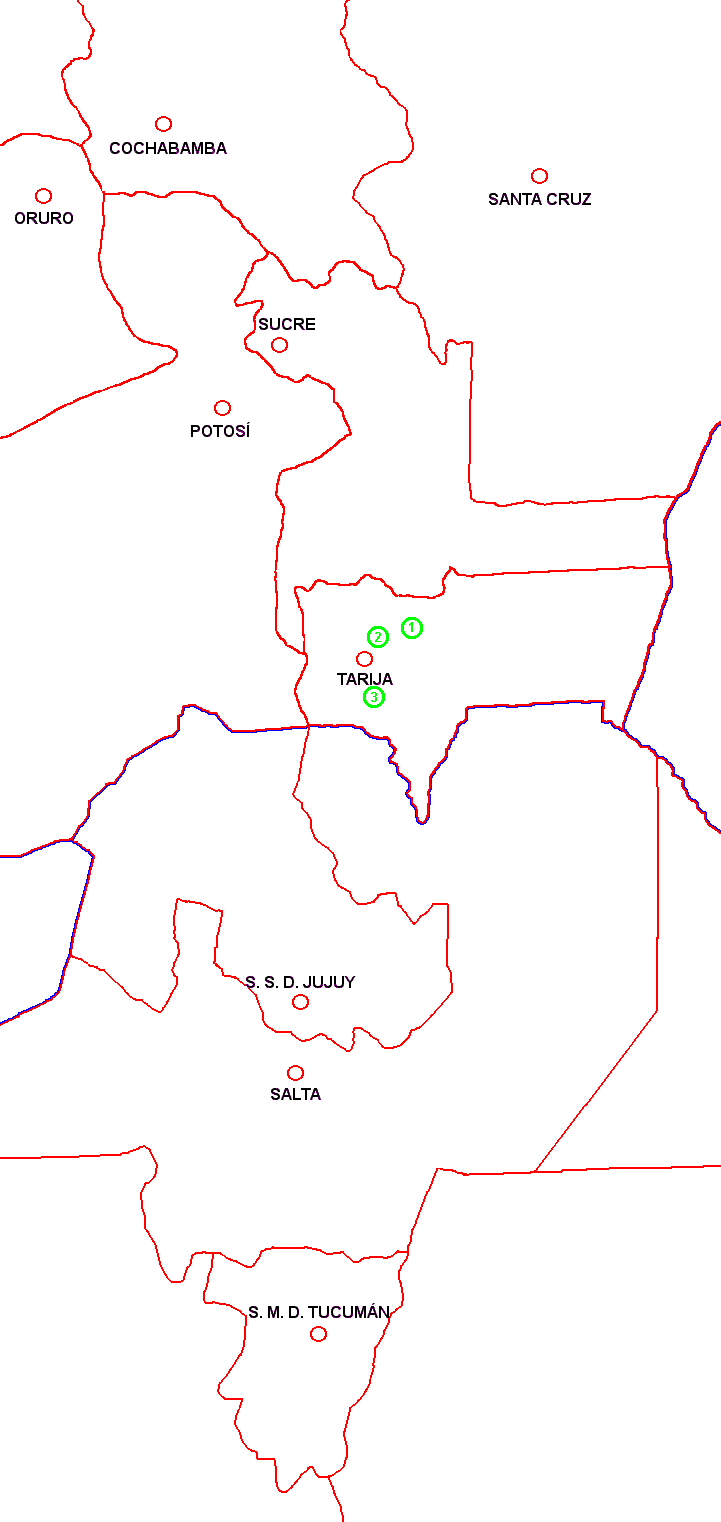
Mapa rozšíření R. muscula var. muscula

Rebutia muscula je velmi pěkný druh rodu 'rebucie, který je svými oranžovými samosprašnými květy a hustým bílým otrněním ozdobou každé sbírky. Právě podle celkového vzhledu stonků a otrnění, které připomínají myší kožíšek dostal druh své jméno, musculus znamená myška.

## Rebutia musculaRitter et Thiele var.muscula
Ritter, Friedrich, et Thiele; Taxon, 12: 29, 1963
Sekce Aylostera, řada Spinosissima
Synonyma: 
- Aylostera muscula (Ritter et Thiele) Backeb. 1963

### Popis
Stonky polokulovité, později protáhlé, poněkud odnožující, v kultuře silněji odnožující až trsovité, 30 – 40 mm široké, v kultuře často zřetelně delší, s vláknitými kořeny a světle zelenou pokožkou. Žeber 25 - 40, nezřetelná, rozložená do nevýrazných, téměř čtyřhranných, asi 2 mm vysokých hrbolků; areoly krátce oválné, 1 – 1,5 mm dlouhé, usazené na vrcholcích hrbolků, bíle plstnaté, asi 3 mm navzájem vzdálené. Trny jemné, krátké, leskle bílé, 2 – 4 mm dlouhé, v počtu asi 50, odstávající do všech směrů, nepíchavé, hustě zahalující stonky, v kultuře trnů poněkud méně, až asi 30; středové trny těžko odlišitelné, poněkud kratší.
Květy hluboko postranní, asi 35 mm dlouhé a 30 mm široké; květní lůžko zelené, s malými šupinami, s bílými vlnatými vločkami a asi 10 bělavými vlasovými štětinami v jejichž paždí; květní trubka asi 15 mm dlouhá, na spodních 7 mm srostlá s čnělkou a 3,5 mm široká, nad tím nálevkovitá, nahoře asi 5 mm široká, vně světle olivově zelená, lesklá, se zelenými šupinami, drobnými vlnatými vlasy a několika měkkými bílými vlasovými štětinami; okvětní lístky kopisťovité, světle načervenale oranžové, asi 20 mm dlouhé a 5 mm široké, vnitřní nahoře dosti tupé a zoubkované, vnější více zašpičatělé, všechny široce roztažené; nitky bělavé, 7 – 8 mm dlouhé, nasazené ve dvou sériích, ve spodní části a na okraji trubky, prašníky žluté; čnělka bělavá, se 4 – 5 nažloutlými, roztaženými, asi 4 mm dlouhými rameny blizny nad úrovní nejvyšších prašníků. Plod asi 5 mm velký, ploše kulovitý, zelenohnědý, s přisedlým květním zbytkem. Semena asi 1,2 mm dlouhá, 0,8 x 0,7 mm široká, protáhle oválná, s více vyklenutou dorzální stranou, černá, testa s drobnými, poněkud navzájem spojenými hrbolky, hilum bazální, nahnědlé.

### Variety a formy
Kromě sběru FR 753, ze kterého byl vybrán typ, byla R. muscula opakovaně sbírána i K. Knížetem. Sběr KK 842 byl přiřazen k R. muscula, ke sběru KK 1151 bylo v seznamech polních čísel mejčastěji připojeno jméno R. muscula var. nivosa n.n. a ke sběru KK 1301 R. muscula var. nivosa n.n.?, v některých seznamech je k R. muscula přiřazován také sběr WR 317, který však jinde nalezneme také označený jako R. spinosissima. K R. muscula byly přiřazeny rovněž sběry Ralpha Hillmanna RH 231, 232 (?v.), 279, 281 (?) a 1003.
Jednotlivé formy kolem R. muscula se navzájem příliš neliší, i když jsou k některým přiřazována zvláštní obchodní jména. Rozdíly se většinou týkají jen otrnění, kromě čistě bílých forem existují také rostliny s nažloutlými špičkami trnů, které pak dávají celkovému vzhledu rostlin více nažloutlý tón. Zbarvení trnů je však do značné míry závislé také na podmínkách kultury, při nižší úrovni osvětlení jsou trny méně početné, jemnější a bílé, vysoká úroveň slunečního záření naopak podporuje vývin silnějšího otrnění s nažloutlým odstínem. Drobné rozdíly lze nalézt také v odstínu vybarvení květů, kromě zřetelně načervenale oranžových květů lze nalézt také květy s více žlutým odstínem. To se vztahuje také k taxonu, který byl roku 1997 popsán Brandtem jako R. muscula var. luteo-albida, a který by se měl od nominátní variety lišit delšími a silnějšími trny a čistě žloutkově žlutými květy bez výskytu načervenalých tónů. Tyto rostliny se však v kultuře zřejmě nevyskytují.

### Výskyt a rozšíření
Všechny sběry přiřazované k R. muscula pocházejí ze stejné oblasti, u typového sběru bylo jako místo nálezu uvedeno Narvaez (Bolívie, departament Tarija, provincie O'Connor), F. Ritter oblast rozšíření vymezil od Narvaez po San Lorenzo a na jih až po Padcaya. Jako místo nálezu sběru KK 842 bylo uvedeno Piedra Larga (Bolívie, departament Tarija), v nadmořské výšce 2800 m, u sběru KK 1151 Piedra Larga (Bolívie, departament Tarija), v nadmořské výšce 2500 m, u KK 1301 Narvaez (Bolívie, departament Tarija), v nadmořské výšce 2800 m. Sběr WR 317 pochází od Padcaya (Bolívie, departament Tarija, provincie Arque). Sběry R. Hillmanna pocházejí rovněž z Bolívie, z departamentu Tarija, RH 231 od Canasmoro severně od San Lorenzo, RH 232 severně od San Lorenzo, RH 279 a 281 od Palca Grande a RH 1003 od Canaletas.